# کیوبیک
کیوبیک (انگلیسی: Cubic) شرکت ترابری آمریکایی است، که در سال ۱۹۵۱ تأسیس شد.